# 17703 Бомбієрі
17703 Бомбієрі (17703 Bombieri) — астероїд головного поясу, відкритий 9 вересня 1997 року.
Тіссеранів параметр щодо Юпітера — 3,662.